# Валерія Кустова

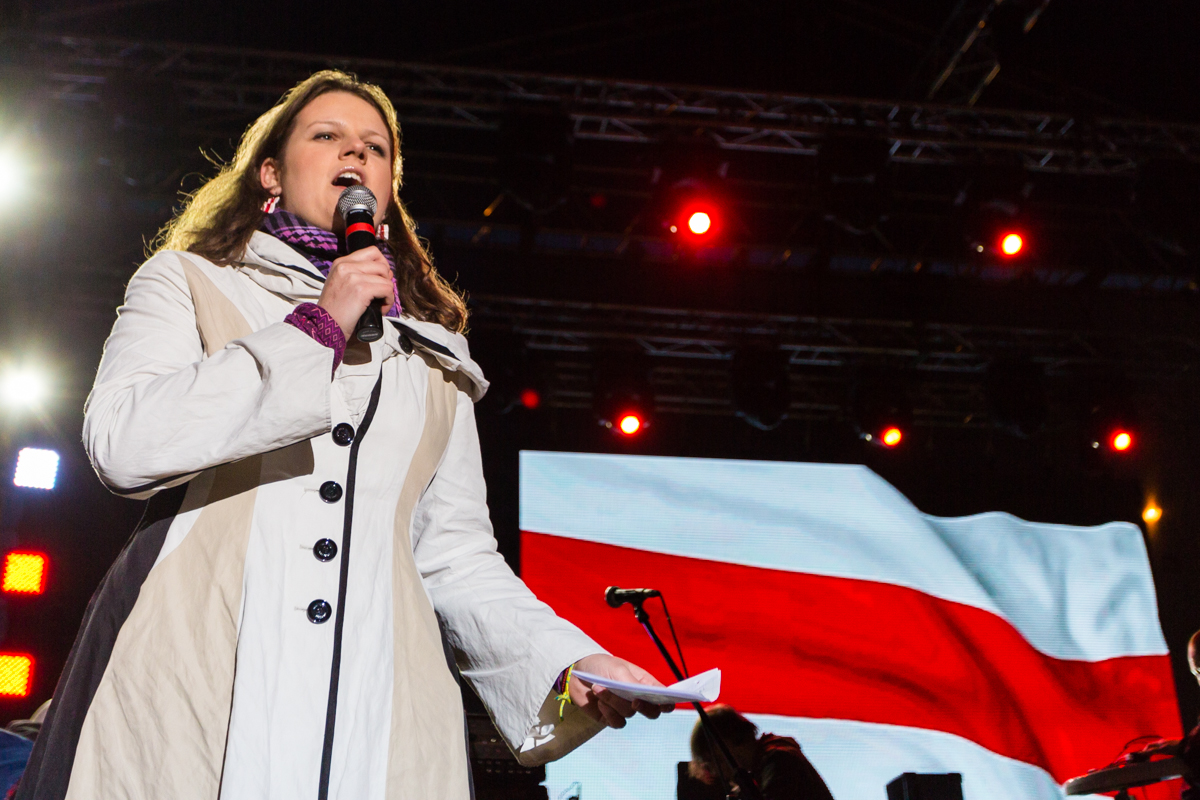
Валерія Кустова на концерті «Солідарні з Білоруссю» у Варшаві, Польща, 2014

Вале́рія Ку́стова, вона ж Валери́на (нар. 9 жовтня 1985, Мінськ) — білоруська поетеса, письменниця, сценаристка, телеведуча.

## Життєпис
Навчалася в ДМШ № 9, закінчила ДМШ № 19 за класом скрипки та фортепіано. Навчалася в ліцеї з театральним ухилом № 136, закінчила білоруський клас театрального ліцею (колишня школа № 211, 2002). Відвідувала Білоруський колегіум (відділення філософії/літератури)(2003), закінчила Польський інститут у Мінську (2003), Білоруський державний університет культури і мистецтв (2007, диплом з відзнакою, спеціальність «Літературна творчість», спеціалізація — кінодраматургія), ступінь магістра БДАМ (2008, спеціальність «Мистецтвознавство», спеціалізація — кінотелемистецтво — має ступінь магістра мистецтвознавства). Працювала редакторкою видавництва «Мастацкая літаратура» (2008—2009). Закінчила аспірантуру БДАМ (2012, спеціальність «Кінознавство», спеціалізація у галузі кіно, телебачення та інших екранних мистецтв).

## Творчість
Мимоволі вона встановила три рекорди в історії білоруської літератури:
- Першу серію віршів з передмовою Олександра Рязанова опубліковано у віці 6 років у журналі «Берізка»[be] (№ 9-10, 1992);
- Перша поетична збірка «Кров Всесвіту» з передмовою Василя Жуковича[be] вийшла у віці 11 років;
- Поетичну секцію Спілки білоруських письменників пройшла в 16 років.

Членкиня Спілки білоруських письменників та Білоруського ПЕН-центру.
Брала участь у міжнародних літературних фестивалях у Білорусі, Україні, Польщі, Литві, Словенії, Туркменістані, Німеччині, Швеції тощо. Авторка низки пісень, співпрацює з білоруськими композиторами, ансамблями та виконавцями. Окремі твори перекладено німецькою, французькою, шведською, англійською, литовською, грузинською, словенською, українською, польською та російською мовами. Перекладає з білоруської, російської, української, польської тощо; авторка численних публікацій у періодичних виданнях: «Дзеяслоў», «Новы Час», «ARCHE Пачатак», «Полымя», «Культура» тощо.
Вірші Валерини дуже різні: від філософських та серйозних до провокаційно-хуліганських .

## Громадська діяльність
У лютому 2018 року в Білоруському домі у Варшаві в День рідної мови провела «Національний диктант», яким Білоруський дім розпочав святкування 100-річчя Білоруської Народної Республіки.

## Кримінальне переслідування
У червні 2021 року Кустова була змушена покинути Білорусь. 3 червня в її квартиру ломилися невідомі. Після цього зв'язок з нею пропав, поки письменниця не опинилася в Польщі. У Білорусі ж щодо неї було розпочато кримінальне переслідування: Кустову звинуватили як мінімум в «організації та підготовці дій, що грубо порушують громадський порядок», і несплаті податків за фінансування протестів.

## Нагороди
- Стипендіатка Спеціального фонду Президента Республіки Білорусь для підтримки талановитої молоді (1997) за книгу «Кров Всесвіту»;
- Дипломантка ІІ форуму творчої молоді «XXI століття — музика надії» (1997);
- Переможниця Міжнародного поетичного конкурсу, який проводився під егідою ЮНЕСКО в Парижі (2000);
- Стипендіатка Державної стипендії діячам культури і мистецтв, творчій молоді Республіки Білорусь (2001);
- Лауреатка стипендії Кіндрата Кропиви (2003—2004) для молодих драматургів;
- Стипендіатка Балтійського центру письменників і перекладачів у Швеції (2009);
- Лауреатка премії «Золотий апостроф[be]» журналу «Дзеяслоў» у номінації «Поезія» за 2009 рік;
- Учасниця Літературного колоквіуму в Берліні, Німеччина (2010);
- Переможниця Республіканського конкурсу молодіжної журналістики «Твій стиль» (Гродно, 2012);
- Членкиня Міжнародного дому письменників та перекладачів у Вентспілсі, Латвія (2012);
- Лауреатка премії «Екслібрис»[be], присвяченої Ригору Бородуліну (2015).